# Hamburger Abendblatt
A Hamburger Abendblatt hamburgi német napilap az Axel Springer AG. tulajdonában. Hétfőtől szombatig jelenik meg mindig kora reggel, példányszáma 235 044. 2006 októbertől 2007 februárig próbálkoztak vasárnapi számmal is, valószínűleg válaszként a Hamburger Morgenpost hasonló próbálkozására.
Az újság elsősorban Hamburgi és Hamburg környéki hírekkel foglalkozik. Ennek ellenére Norderstedt, Ahrensburg, Harburg, Pinneberg, Lüneburg és Stade Hamburg környéki településeken az újságnak van helyi melléklete. A lap politikai kötődése hagyományosan konzervatív, de sok más hasonló helyi napilaphoz hasonlóan általában politikai középúton jár. A 2001-es hamburgi választásokon, miután évtizedek után első alkalommal nem a Németország Szociáldemokrata Pártja (SPD) jelöltje lett polgármester, hanem a Kereszténydemokrata Unió (CDU) jelöltje, a lap szemére vetettek, hogy a CDU-t támogatta.